# Kurt Svensson
Kurt Svensson (* 15. April 1927; † 11. Juli 2016 in Träslövsläge) war ein schwedischer Fußballspieler. Für IS Halmia bestritt der Stürmer 72 Spiele in der Allsvenskan und erzielte dabei 29 Tore.

## Werdegang
Svensson spielte für IS Halmia zwischen 1945 und 1950 in der Allsvenskan. Trotz des Abstieges am Ende der Spielzeit 1949/50 als Tabellenletzter gehörte der B-Nationalspieler bei der Weltmeisterschaft 1950 zum Kader der schwedischen Nationalmannschaft, kam aber während des Turniers nicht zum Einsatz. Nach dem Abstieg lief der Offensivspieler noch bis 1953 in der zweitklassigen Division II für IS Halmia auf. Anschließend spielte er für Varbergs GIF.
Später war Svensson als Trainer tätig. 1974 gewann er mit dem IF Norvalla seine Viertligastaffel und stieg in die Drittklassigkeit auf.